# Leif Carlsen
Leif Carlsen (født 4. december 1943, død 14. september 2018) var en dansk fodboldspiller.

## Karriere

### Starten af karrieren
Carlsen begyndte sin karriere i Frem, hvor han spillede fra 1964 til 1966. Derefter spillede han i Hvidovre IF, hvor han scorede det sidste mål (2-0) i Landspokalsfinalen mod Esbjerg fB.

### Karriere i Sverige
Carlsen spillede derefter for den skånske klub, Landskrona BoIS. Her blev han historisk i 1970. "BoIS" havde ikke spillet i Allsvenskan siden 1949. I august 1970 var det meget jævnt mellem Landskrona og Helsingborg i toppen af Division 2. Den 28. august, foran 15.015 tilskuere i Landskrona, scorede Carlsen kampens eneste mål, og Landskrona BoIS vandt dermed Division 2.
Derefter skulle der spilles tre kvalifikationskampe for spil i Allsvenskan. I den første kvalifikationskamp besejrede "BoIS" Sandvikens IF hjemme, 2-0 foran 15.685 tilskuere. Derpå fulgte en uafgjort kamp mod IFK Luleå. Den sidste og afgørende kvalifikationskamp blev spillet mod Skövde AIK på Nya Ullevi i Göteborg. "BoIS" kom hurtigt bagud 0-2, men Sonny Johansson reducerede, og Carlsen scorede til 2-2, hvilket blev det helt afgørende mål. Landskrona BoIS var efter 21 år tilbage i Allsvenskan i 1971. Desværre for Carlsen var de svenske regler dengang således, at kun svenske spillere kunne i Allsvenskan. Carlsens afsluttende scoring på Nya Ullevi i oktober 1970 betød dermed, at han måtte forlade Landsrona BoIS.

## Eksterne Henvisninger
- Leif Carlsens spillerprofil på Transfermarkt (engelsk)
- Leif Carlsens profil hos FootballDatabase.eu (engelsk)